# عزب النهضة
عزب النهضة إحدى قرى مركز دمياط التابع لمحافظة دمياط بجمهورية مصر العربية، وهي قاعدة لوحدة محلية تتبعها قريتي أولاد حمام والخليفية.